# شث زغبي
شث زغبي (الاسم العلمي:Dodonaea hirsuta) هو نوع من النباتات يتبع جنس الشث من الفصيلة الصابونية.